# Star vs. the Forces of Evil
Star và cuộc chiến với các thế lực yêu quái (tựa gốc: Star vs. the Forces of Evil) là một sê-ri phim hoạt hình khoa học viễn tưởng được sản xuất bởi Disney. Tập đầu tiên được phát sóng như một thử nghiệm vào ngày 18 tháng 1 năm 2015 và chính thức phát sóng vào ngày 30 tháng 3 năm 2015 trên kênh Disney XD, ngày 18 tháng 1 năm 2015 trên kênh Disney Channel, ngày 8 tháng 11 năm 2015 trên kênh Disney Channel (Châu Á). Chương trình được tạo bởi Daron Nefcy, người đã từng làm việc trong Wander Over Yonder.

## Nội dung chính
Star Butterfly là một công chúa của chiều không gian Mewni. Cô được kế thừa cây trượng phép thuật của gia đình vào ngày sinh nhật thứ 14 của mình. Sau khi gây hỏa hoạn cho lâu đài, bố mẹ cô quyết định đưa Star làm du học sinh nước ngoài ở Trái đất. Cô làm bạn với Marco Diaz và sống cùng với gia đình của cậu ấy trong khi học ở trường Echo Creek. Họ phải đối phó với cuộc sống ở trường hàng ngày trong khi bảo vệ cây trượng của mình khỏi rơi vào tay của Ludo, một kẻ xấu đến từ Mewni chỉ huy một đội quân quái vật. Star và người dân ở Mewni có thể đi qua các chiều không gian bằng cách sử dụng "chiếc kéo không gian" để có thể mở cổng.

## Các nhân vật

### Những Nhân vật Chính:
- Star Butterfly (lồng tiếng bởi Eden Sher): Star Butterfly là một công chúa huyền diệu từ chiều không gian Mewni. Vào ngày sinh nhật thứ 14 của mình, cô được kế thừa cây trượng phép thuật của gia đình Butterfly, nhưng sau khi cô gây ra một tai nạn lớn, cô được gửi đến Trái Đất như một du học sinh nước ngoài. Sau đó, cô sống với gia đình Diaz. Cô thích khám phá và sống xa cha mẹ và không thích sự áp lực của họ để làm cho cô ấy thành một công chúa hoàn hảo. Sang phần hai, cô bắt đầu có tình cảm với Marco vì cậu đã trải qua rất nhiều trận chiến với cô, cô được cho là có tình cảm qua chi tiết khi cô đã thành công đưa marco đến gần Jackie và họ đã hôn nhau nhưng khi thấy Marco hôn Jackie thì cô lại bật khóc và dần dần cô nhận ra rằng cô đã thích Marco không phải với tình cảm bạn bè mà là tình yêu nam nữ, đôi khi cô muốn giữ cậu cho riêng mình. Star là vai diễn lồng tiếng đầu tiên của Eden Sher. Lúc đầu Star được xây dựng từ hình ảnh của một cô bé học lớp bốn bị ám ảnh với bộ truyện Sailor Moon và muốn trở thành một cô bé có phép thuật cho dù cô không có sức mạnh. Ngôi sao và cặp sừng quỷ trên đầu Star sau đó mới được thêm vào. Nefcy nói rằng Star rất giống cô,hai người cũng có nhiều khuyết điểm và các khía cạnh của việc làm một cô gái thực sự.
- Marco Ubaldo Diaz (lồng tiếng bởi Adam McArthur): Marco là một cậu bé 14 tuổi và là bạn thân của Star. Cậu luôn đồng hành cùng Star trong cuộc phiêu lưu liên chiều của họ. Trước khi gặp Star, cậu là 1 cậu bé tốt nhưng luôn nghĩ mình là đứa quậy phá. Nefcy xây dựng hình ảnh của cậu là một đứa trẻ bị ám ảnh với bộ phim Dragon Ball Z và môn võ thuật Karate; một vài điểm của cậu được tạo cảm hứng từ chồng của Nefcy. Cậu giúp Star trong cuộc chiến đấu của họ chống lại các kẻ xấu. Marco là võ sinh Karate của trường dạy võ Tang Soo Doo, ở phần một cậu có đai xanh (mức trung bình) và đai đỏ (mức cao nhất) ở phần hai, và cậu còn biết làm bánh Nacho. Cậu có cảm tình với Jackie Lynn Thomas, một người bạn cùng lớp.Nhưng sau khi trải qua nhiều chuyện xảy ra bên cạnh Star nên cậu đã dẫn nảy sinh tình cảm của mình dành cho cô và điều đó khiến cậu rất khó xử vì cậu không biết nên chọn Star hay là Jackie. Cuối cùng thì cậu đã quyết định chọn Star sau khi cậu biết được tình cảm thật của Star dành cho mình và phim đã có một cái kết mở cho cặp đôi Marco và Star ở cuối phim khi hai thế giới của họ nối liền nhau mà không cần cổng không gian nào cả và họ đã rất vui mừng vì gặp lại được nhau
- Ludo (lồng tiếng bởi Alan Tudyk): Ludo là kẻ thù của Star đến từ Mewni. Ông dự định cướp cây trượng phép của Star và sử dụng quyền hạn của mình để tiếp nhận vũ trụ. Ông là một con quái vật màu xám - xanh đậm ngắn với một cái đầu tròn và mỏ. Ông mặc một chiếc mũ được làm từ phần trên của hộp sọ của một sinh vật. Ông chỉ huy một đội quân quái vật. Nhưng từ phần hai, hắn tìm được 1 cây gậy phép mà nó có 1 nửa ngôi sao trên cây gậy phép của Star; và tay sai của hắn lần này là một con nhện khổng lồ, một con đại bàng, một đàn chuột và vài con quái vật. Về tiểu sử, Ludo là con út của 2 quái vật chim thuộc tộc Hoàng gia(chúa tể & công nương Avarius), Ludo đã phản bội chính gia đình của ông bằng cách cùng với đồng bọn chiếm lấy lâu đài của gia đình mình & thay đổi chìa khoá khi vua & hoàng hậu đang dạo chơi. Từ đó, cái tên Ludo đã trở thành 1 nỗi sỉ nhục của tộc Hoàng gia đó, và tất nhiên họ sẽ nổi cơn phẫn nộ nếu nhắc tới cái tên đó(vì Ludo trước khi chiếm lấy lâu đài ông đã bị cha mẹ ghét bỏ vì không thể phát triển như một người bình thường). Ở mùa 3, Ludo nhận ra rằng chính ông đã bị Toffee thao túng bấy lâu nay, nên sau khi giúp Star tiêu diệt Toffee, ông đã đưa chiếc kéo ko gian cho Star nhờ Star ném ông vào khoảng ko, để ông có thể tìm ra chính mình, quay trở lại con đường chính đạo và cũng có thể thấy ở mùa 3, ông rất yêu thương ba mẹ nhưng bị họ ghét bỏ nên ông đã làm những hình nhân bằng rơm rồi tưởng tượng họ là ba,mẹ mình.

```
            Ký tên Star Butterfly
                 Người viết
```

### Những Nhân vật Phụ:
- Ông bà Diaz (lồng tiếng bởi Artt Butler và Nia Vardalos): Cha mẹ của Marco và là chủ nhà của Star khi ở Trái Đất.
- Đầu Kỳ Lân (Flying Princess Poney Head) (lồng tiếng bởi Jenny Slate): Bạn thân của Star ở Mewni; nói chính xác thì cô là một cái đầu kỳ lân trôi lơ lửng.
- Ferguson và Alfonso (lồng tiếng bởi Nate Torrence và Matt Chapman): Hai người bạn của Marco và Star Butterfly ở trường Echo Creek. Ferguson có mái tóc màu cam và thích làm bụng cậu chuyển động như gương mặt; còn Alfonso có mái tóc quăn và đeo kính.
- Jackie Lynn Thomas (lồng tiếng bởi Grey Griffin): Cô bé học cùng lớp với Star và Marco. Cô thích trượt ván và là người Marco có cảm tình từ bé.
- Cô Skullnick (lồng tiếng bởi  Dee Dee Rescher): Giáo viên môn Toán và đồng thời cũng là giáo viên chủ nhiệm của Star và Marco. Cô bị biến thành quỷ lùn trong tập "Match Maker" và cô giữ luôn hình dạng đó đến phần hai.
- Vua và Hoàng hậu Butterfly (lồng tiếng bởi Alan Tudyk và Grey Griffin): Cha của Star là Vua River, mẹ là Hoàng hậu Moon. Cha mẹ của Star là người trị vì xứ Mewni.
- Tom Lucitor (lồng tiếng bởi Rider Strong): Cậu là một con quỷ dưới địa ngục và là bạn trai cũ của Star. Ở phần một, Tom có vẻ không ưa Marco vì chơi thân với Star, nhưng sang phần hai cậu cũng đã bắt đầu chơi thân với Marco.
- Toffee (lồng tiếng bởi Michael C. Hall): Xuất hiện lần đầu tiên trong tập "Fortune Cookie" với tư cách là chuyên gia hiệu quả xấu xa. Nefcy và các đồng nghiệp "muốn Star đấu với một kẻ thực sự xấu xa". Đấu với một kẻ như Ludo thì "siêu hài hước" nhưng hắn "không phải là một kẻ xấu xa đến đáng sợ.". Ở thời khi mẹ Star-nữ hoàng Moon- còn là thiếu niên, Toffee là 1 tướng quân dẫn đầu xâm lược Mewni và cũng là thủ phạm giết chết mẫu thân của nữ hoàng Moon,ông có khả năng phục hồi lại phần cơ thể bị mất của mình,nhờ khả năng đó ông gần như bất khả chiến bại. Cuối cùng, nữ hoàng moon Buterfly đã dùng phép thuật bóng tối của Eclipsa và khiến phần cơ thể bị phép thuật của Moon nhắm trúng không thể mọc lại nữa. Bằng cách nào đó, linh hồn ông nhập vào 1 nửa mảnh ghép ngôi sao quyền trượng Star. Khi Ludo có được quyền trượng ấy, ông âm thầm sai bảo Ludo làm những việc nhằm trả thù nữ hoàng Moon, dù Ludo không thật sự biết kế hoạch của ông.Xong,ông bị Star tiêu diệt hoàn toàn.
- Glossaryck (lồng tiếng bởi Jeffrey Tambor): Nguồn gốc của cái tên "Glossaryck" là từ "Glossaric"-tức nghĩa là thuật ngữ. Vị thần cung cấp thần chú trong sách hướng dẫn phép thuật đi kèm với trượng phép thuật của Star Butterfly. Thực tế, bất kì những ai sở hữu quyển sách thần chú phép thuật thì người đó sẽ được Glossaryck dạy phép thuật đến mức độ tối đa, miễn người đó là công chúa phép thuật và có quyền trượng. Vì Ludo có quyền trượng phép thuật(trong khi quyền trượng đó là 1 nửa mảnh ghép hình ngôi sao rơi ra từ quyền trượng của công chúa Star), nên Glossaryck có nghĩa vụ phải dạy dỗ Ludo về phép thuật. Glossaryck không có tình cảm hay cảm xúc, và không theo phe ai cả.
- Eclipsa (lồng tiếng bởi Esmé Bianco): được biết đến với danh hiệu "Eclipsa-Nữ hoàng của bóng tối", sống cách hoàng hậu Moon khoảng 300 năm. Eclipsa đã sáng tạo & phát triển ra nhiều loại phép thuật & câu thần chú mà nó liên kết với ma thuật hắc ám, bao gồm cả thần chú "All-Seeing Eye"-"Con mắt nhìn thấu vạn vật". Những thần chú hắc ám  đó đã dc ghi lại trong quyển sách phép thuật, và toàn bộ chương phép thuật của cô đã bị phong ấn bởi hình tượng đầu lâu để bảo vệ những ai đọc phải nó. Cô cũng là nữ hoàng duy nhất ko học hỏi gì cả từ Glossaryck. Cô cũng là người đầu tiên từ chối cưới người bình thường, thay vào đó cô lại đem lòng yêu 1 yêu quái và tự nguyện trốn khỏi lâu đài để sống hạnh phúc bên quái vật đó. Vì là tội phạm, nên cô đã bị phán xét với hình phạt là bị phong ấn vĩnh viễn vào khối băng của Rhombulus-trợ lí của toà án phép thuật tối cao. Đến thời của nữ hoàng Moon, Moon đã nhờ cô chỉ dạy một loại thần chú có thể giết chết 1 sinh vật vĩnh cửu(quát vật Toffee)-cũng là phép thuật hắc ám, và cô đã lập giao kèo với Moon rằng, cô sẽ dạy phép thuật hắc ám cho Moon, đổi lại, Moon phải đồng ý cho cô được tự do. Moon đồng ý, sau khi thoả thuận xong, Eclipsa có cảnh cáo, lời thoả thuận giữa 2 công chúa phép thuật mạnh hơn bất cứ thứ thủy tinh nào. Sau khi Star giết được Toffee, giao kèo chấm dứt, phiến băng giam giữ cô từ từ nứt ra và cô dc giải phóng.
- Janna Ordonia(lồng tiếng bởi Abby Elliott):Xuấ hiện lần đầu trong tập 1 ss1 và đc biết đến là bạn cùng lớp với Marco Diaz.Cô rất thân vs Marco và cũng hay trêu chọc cậu.Janna xuất hiện đến ss4 và Đặc biệt trong tập cuối Cleaved,cô góp mặt trong phút cuối để chỉ cho Marco cánh cổng kết nối giữa Mewni và Trái đất.

## Các tập phim
| Mùa | Mùa | Số tập | Phát sóng | Phát sóng |
| Mùa | Mùa | Số tập | Tập đầu   | Tập cuối  |
| --- | --- | ------ | --------- | --------- |
|     | 1   | 13     | 18/1/2015 | 21/9/2015 |
|     | 2   | 22     | 11/7/2016 | 27/2/2017 |
|     | 3   | 21     | 15/7/2017 | 7/4/2018  |
|     | 4   | 21     | 10/3/2019 | 19/5/2019 |

## Đón nhận
Kevin Jonhson từ The A.V. Club cho điểm B+ với nhận xét chương trình được dàn dựng khéo léo mang tiếng cười phù hợp với trẻ em, nhưng dự đoán sẽ không thu hút được nhiều người lớn, nhận thấy phim theo xu hướng "nhân vật có đôi mắt to và tính cách vui nhộn" thường thấy trong các phim hoạt hình phương Tây. Sự ra mắt của "Star vs. the Forces of Evil" khiến chương trình trở thành series phim hoạt hình nên xem nhất trong lịch sử của Disney XD và Disney Channel.